# Mercedes-Benz EQS SUV
La Mercedes-Benz EQS SUV est un SUV électrique commercialisée par le constructeur automobile allemand Mercedes-Benz à partir de 2022. Il intègre la gamme EQ consacrée aux voitures 100 % électrique du constructeur de Stuttgart après l'EQS et l'EQE.

## Présentation

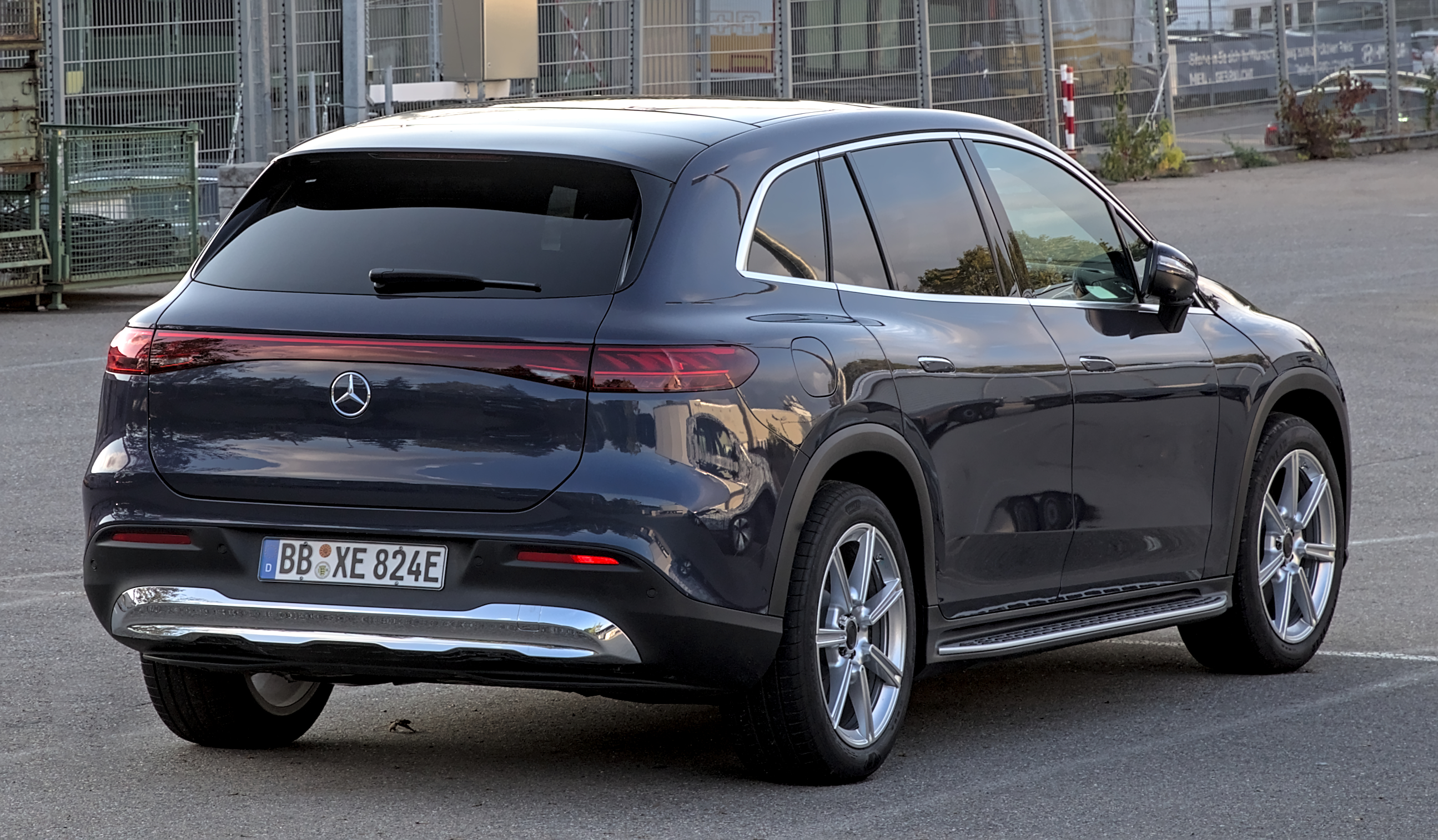
Vue arrière.

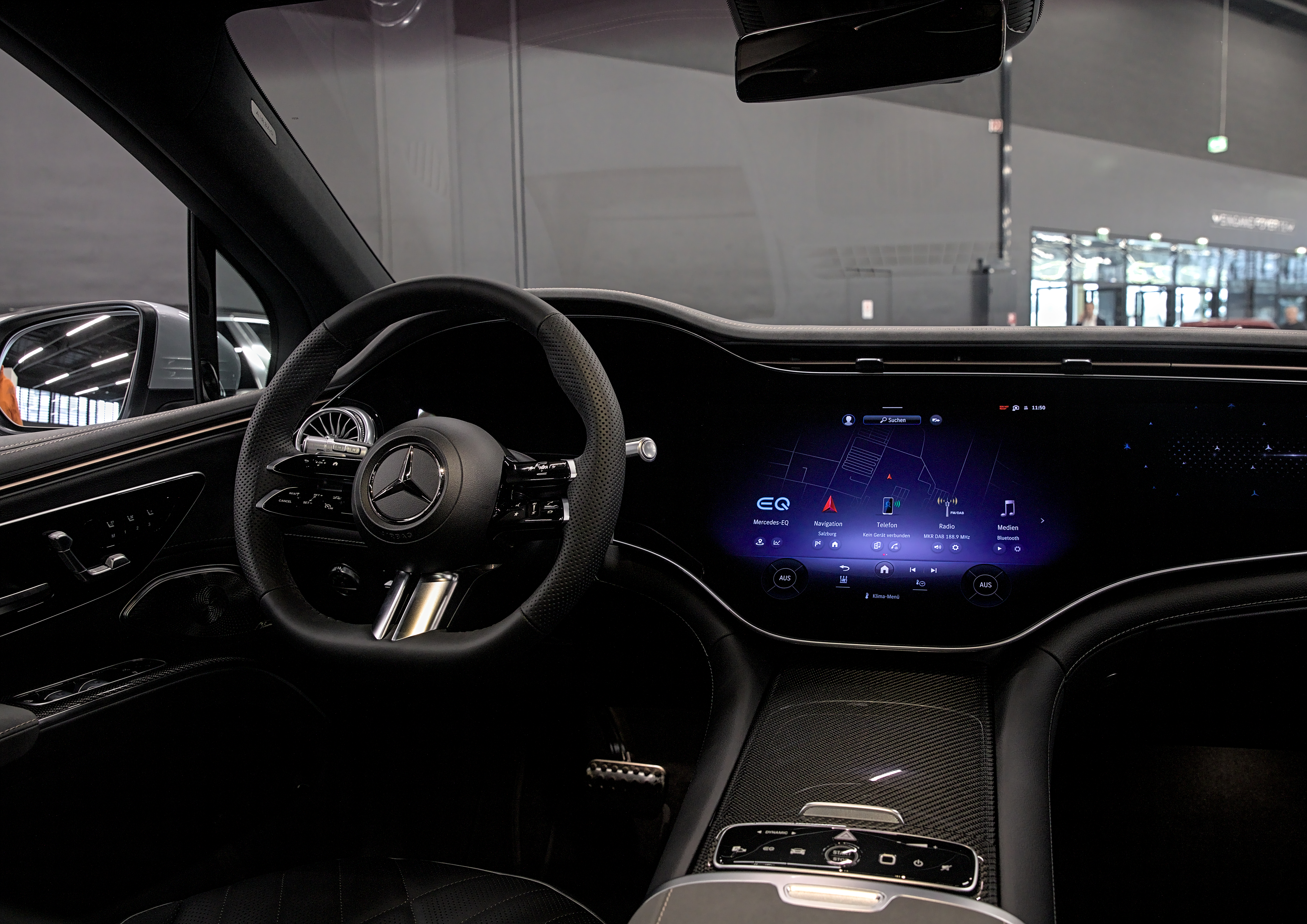
Intérieur.

Le SUV électrique haut de gamme EQS SUV est présenté le 19 avril 2022. Trois versions seront proposées, qui sont l’EQS 450, l’EQS 450 4MATIC et l’EQS 580 4MATIC. Le moteur de l’EQS 450 a une puissance de sortie maximale de 265 kW (360 PS; 355 ch) et il produit 568 N⋅m de couple maximal (800 N⋅m pour la version 4MATIC), tandis que le SUV EQS 580 est propulsé par un double moteur plus puissant qui produit une puissance combinée allant jusqu’à 400 kW (544 PS; 536 ch) et délivrant un couple maximal de 858 N⋅m,.
Le véhicule a reçu un grand système MBUX Hyperscreen de 56 pouces qui comprend le groupe d’instrumentations, l’écran d’infodivertissement et l’écran du passager qui traverse le tableau de bord de la voiture. La garde au toit à la première et à la deuxième rangée de sièges est de 1 034 mm (40,7 pouces) avec le toit ouvrant coulissant.
La Mercedes-Benz EQS SUV est produite aux États-Unis dans l'usine de Tuscaloosa en Alabama, toute proche de sa première usine de batteries électriques ouverte en 2022. La production démarre en août 2022.

## Caractéristiques techniques

### Motorisations
| Logo de Mercedes-Benz            | Mercedes-Benz EQS SUV | Mercedes-Benz EQS SUV | Mercedes-Benz EQS SUV | Mercedes-Benz EQS SUV |
| Logo de Mercedes-Benz            | 450+                  | 450 4Matic            | 580 4Matic            | 680 Maybach           |
| -------------------------------- | --------------------- | --------------------- | --------------------- | --------------------- |
| Puissance moteur électrique (kW) | 265                   | 265                   | 400                   | 484                   |
| Puissance maximale (ch)          | 360                   | 360                   | 544                   | 658                   |
| Couple maximal (N m)             | 568                   | 800                   | 858                   | 950                   |
| Transmission                     | Propulsion            | Intégrale             | Intégrale             | Intégrale             |
| Vitesse maximale (en km/h)       |                       | 210                   | 210                   | 210                   |
| 0-100 km/h (en s)                |                       | 6,0                   | 4,6                   | 4,4                   |
| Masse à vide (kg)                |                       | 2805                  | 2805                  | 2900                  |
| Batterie                         |                       |                       |                       |                       |
| Type                             | Lithium Ion           | Lithium Ion           | Lithium Ion           | Lithium Ion           |
| Capacité de la batterie (kWh)    | 107,8                 | 107,8                 | 107,8                 | 107,8                 |
| Autonomie en cycle WLTP (km)     | 536 à 660             | 507 à 613             | 507 à 613             | 600                   |
| Temps de recharge                |                       |                       |                       |                       |
| Sur une Wallbox 11 kW            |                       |                       |                       |                       |
| Sur une borne 22 kW              |                       |                       |                       |                       |
| Sur une borne 150 kW (DC)        |                       |                       |                       |                       |

## Concept car

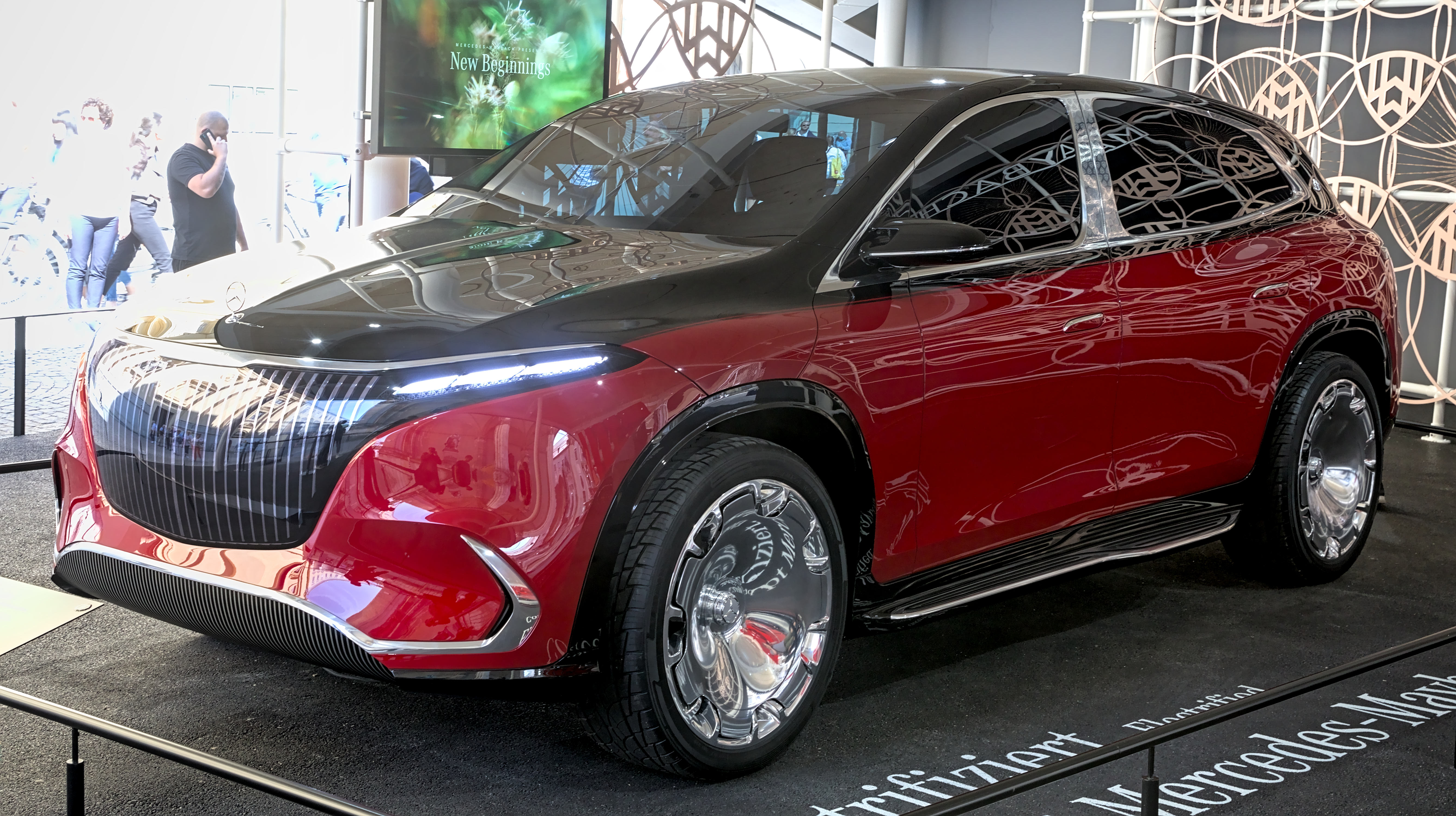
Mercedes-Maybach EQS SUV Concept.

La Mercedes-Benz EQS SUV est préfigurée par le concept car Mercedes-Maybach EQS SUV Concept présenté au salon de l'automobile de Munich 2021.